# Мирис, Франс ван (младший)
Франс ван Мирис Младший (нидерл. Frans van Mieris II; 24 ноября 1689, Лейден — 22 октябрь 1763, Лейден) — голландский живописец, рисовальщик, гравёр, нумизмат и историк. Член семьи потомственных художников из Лейдена. Сын и ученик Виллема ван Мириса, внук известного живописца Франса ван Мириса Старшего. Один из малых голландцев. Мастер небольших картин бытового и портретного жанров на интимные, камерные сюжеты.

## Жизнь и творчество

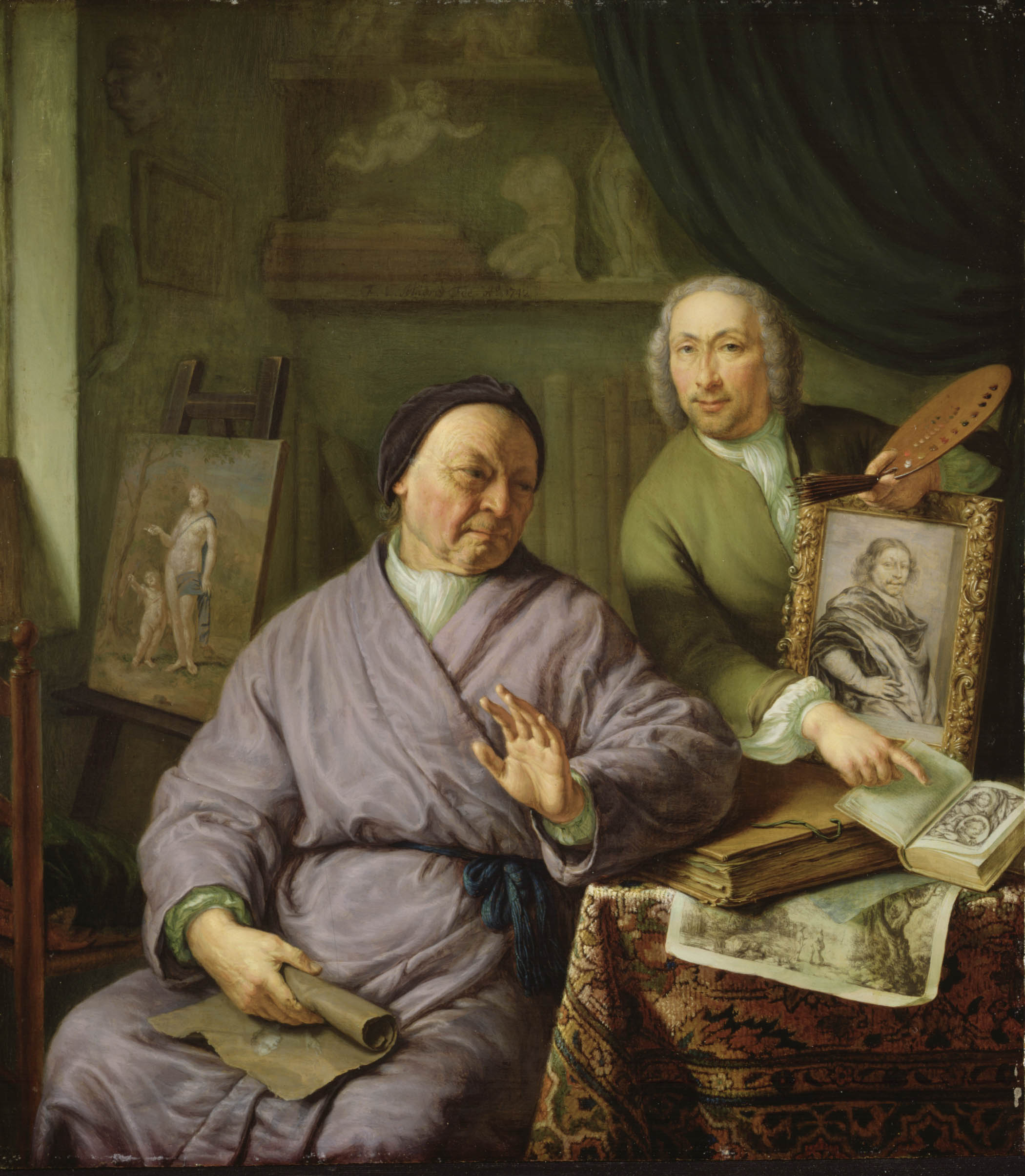
Три поколения. Автопортрет художника с портретом своего тёзки, фигурой отца (слева) и указывающего на страницу своего деда в книге А. Хоубракена «Великий театр нидерландских художников и художниц». 1742. Дерево, масло. Музей Де Лакенхал, Лейден

Франс ван Мирис Младший учился рисунку у отца, художника Виллема ван Мириса, сына известного живописца Франса ван Мириса Старшего. Франс обладал особенными способностями к рисованию и живописи. Согласно сведениям, содержащимся в книге Арнольда Хоубракена «Великий театр нидерландских художников и художниц» (De Groote Schouburgh der Nederlantsche Konstschilders en Schilderessen, 1718—1721), Франс Мирис Младший стал зарабатывать на жизнь созданием небольших картин исторического и бытового жанров, портретов, занимался декорированием интерьеров административных и жилых зданий.
Он также был коллекционером монет и медалей, издателем старинных рукописей и торговцем произведениями искусства. В старой Голландии эти занятия часто совмещали. Изучал национальную историю. В своей исторической деятельности Ван Мирис был в контакте, в частности, с Герардом ван Лоном, Хендриком Каннегитером, Корнелисом ван Алкемаде и его зятем Питером ван дер Шеллингом. Большая часть наследия Ван Мириса сохранилась. В библиотеке Общества голландской литературы в Лейдене хранится ряд писем от него и к нему. В 1864 году в Гааге был издан каталог собранной им библиотеки.
Предполагается, что Франс ван Мирис Младший не был членом лейденской Гильдии Святого Луки, поскольку изначально хотел сосредоточиться на деятельности в Лейденской академии рисования (Leidse Tekenacademie), которую основал его отец Виллем ван Мирис и в которой в 1736 году он был назначен «управляющим и надзирателем».
Как его отец и дед, Франс Младший писал свои картины в традициях созданной Герардом Доу лейденской художественной школы «тонкой манеры» (Leidse fijnschilders). Художники «тонкой манеры» возродили технику старых нидерландских мастеров эпохи братьев ван Эйк: их маленькие картины, написанные на деревянных досках или медных пластинах, отличаются исключительной передачей мельчайших деталей и иллюзорностью изображения.
Произведения ван Мириса можно увидеть в Городском музее Де Лакенхал в Лейдене, Музее Бойманса — Ван Бёнингена в Роттердаме и в Рейксмюсеуме в Амстердаме. В санкт-петербургском Эрмитаже имеется картина Франса ван Мириса «Крестьянин с кувшином».

## Галерея

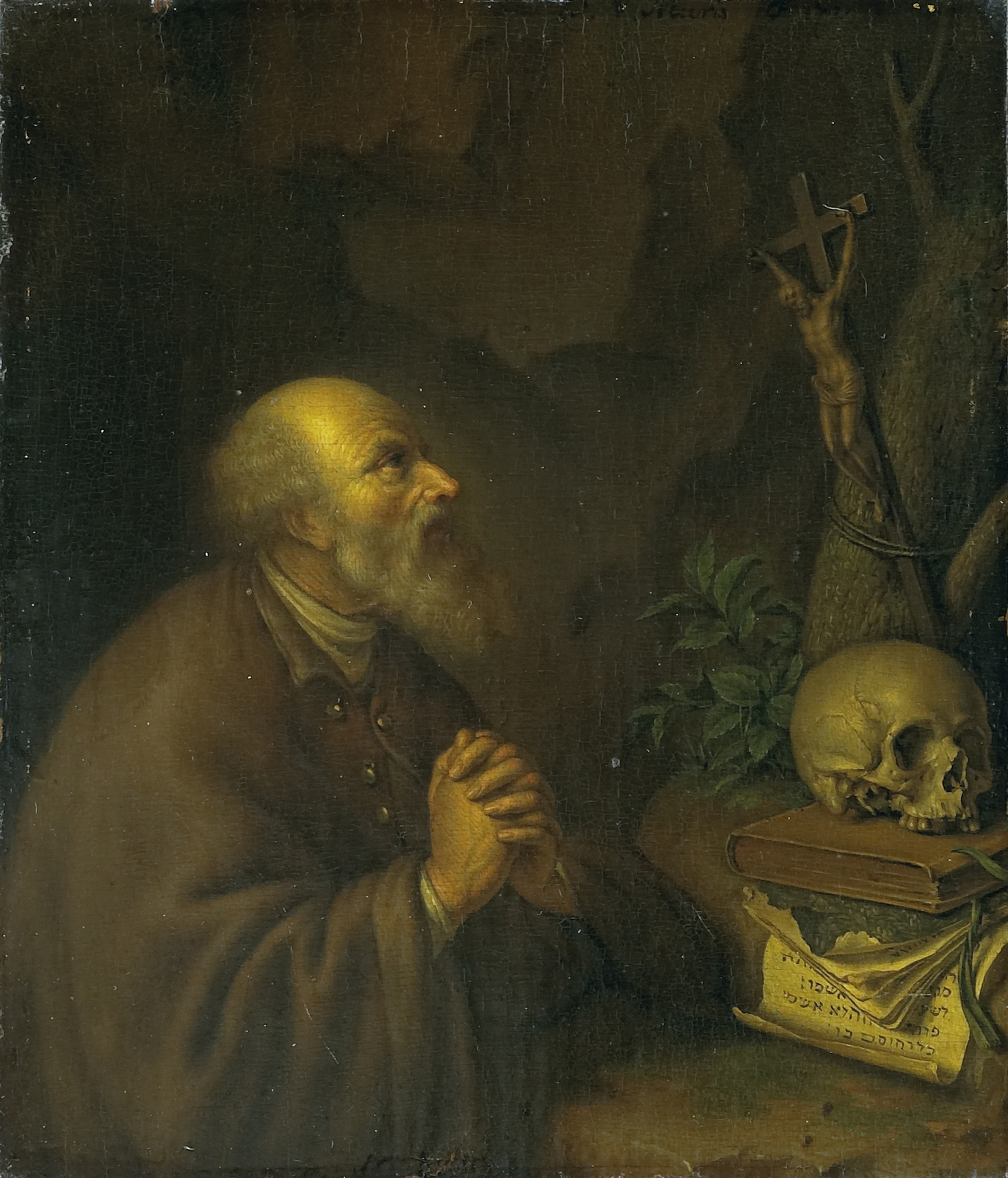
Отшельник. 1721. Дерево, масло. Рейксмюсеум, Амстердам
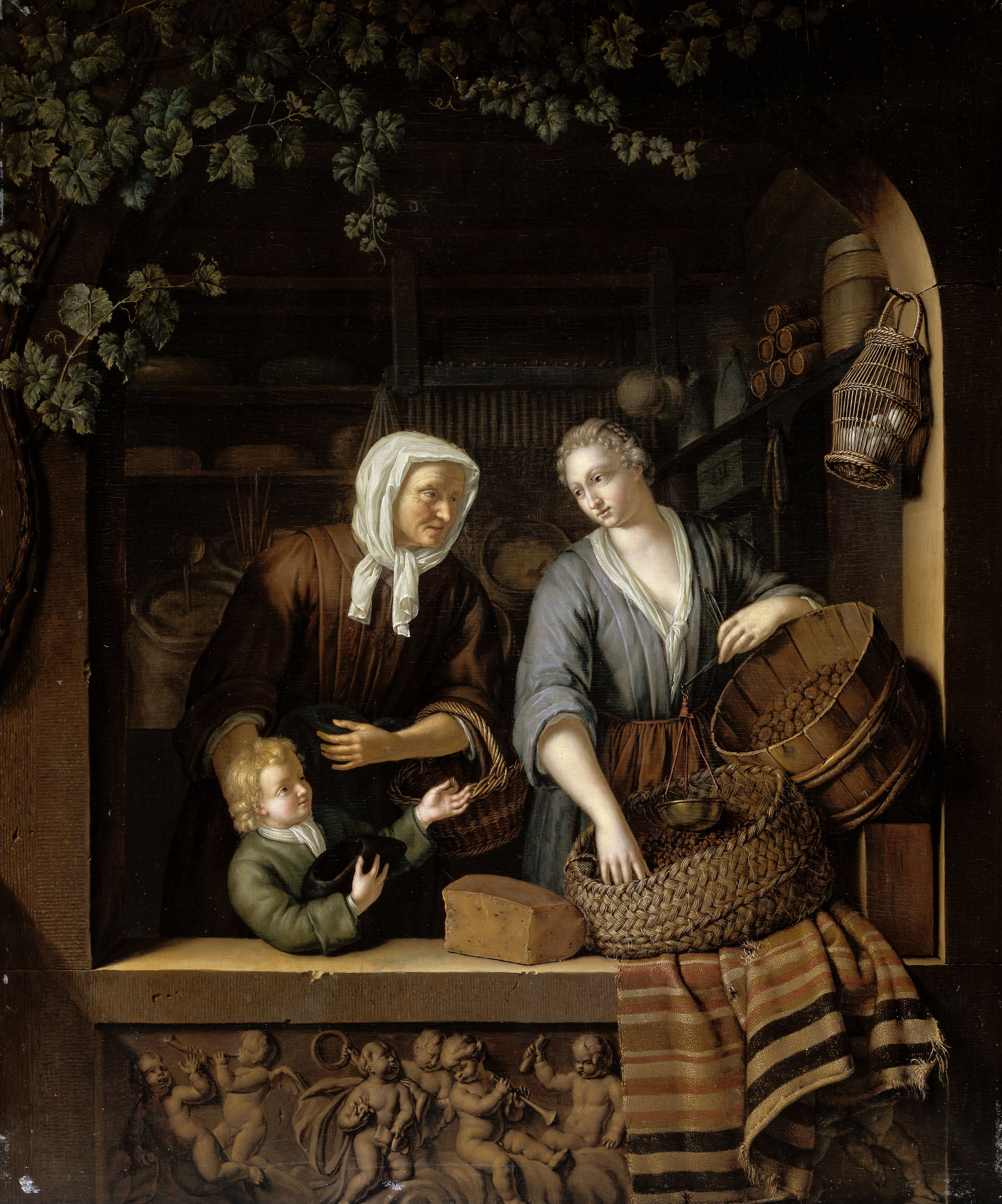
Бакалейщица. 1715. Дерево, масло. Рейксмюсеум, Амстердам
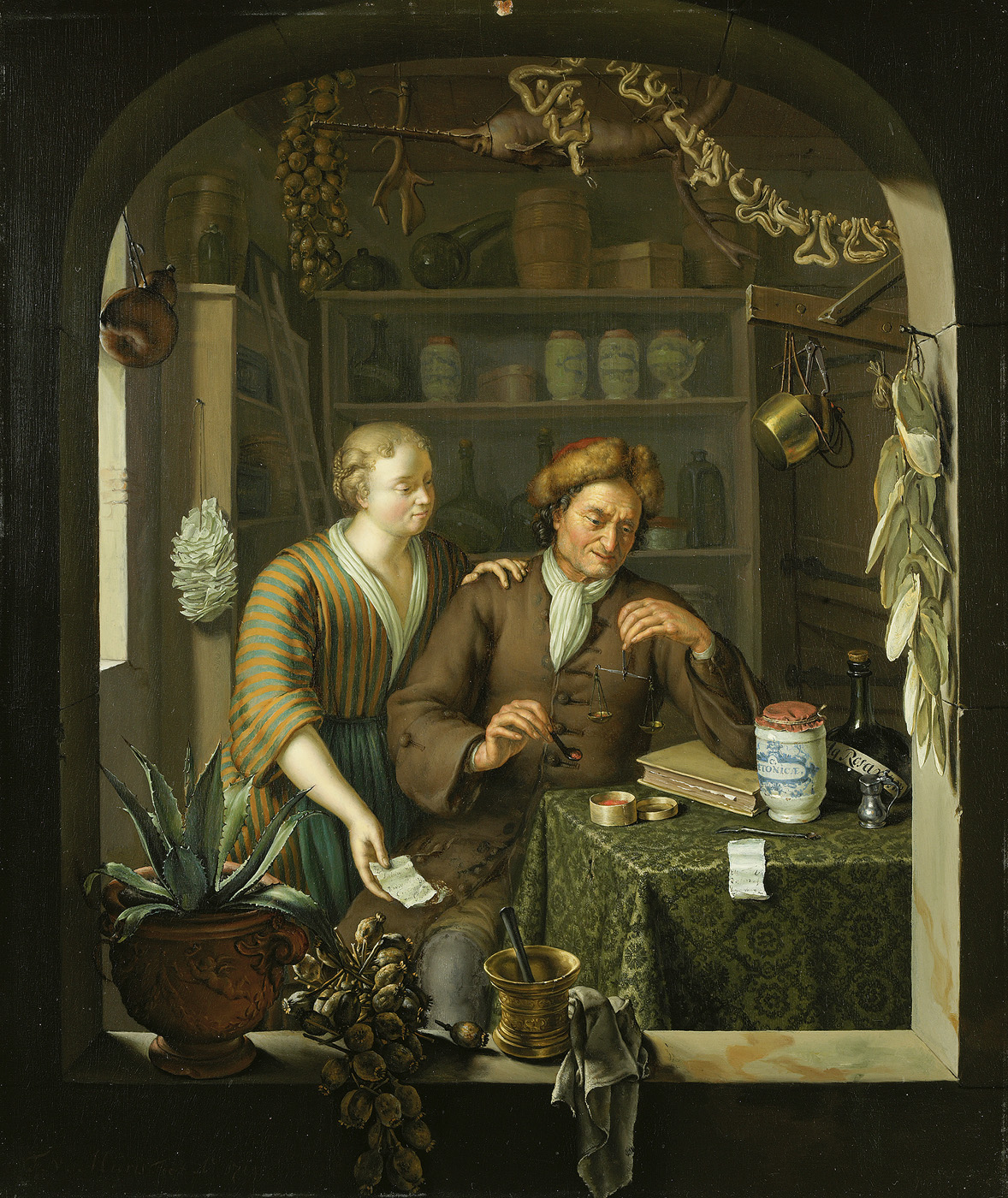
Аптекарь. 1714. Дерево, масло. Исторический музей, Амстердам
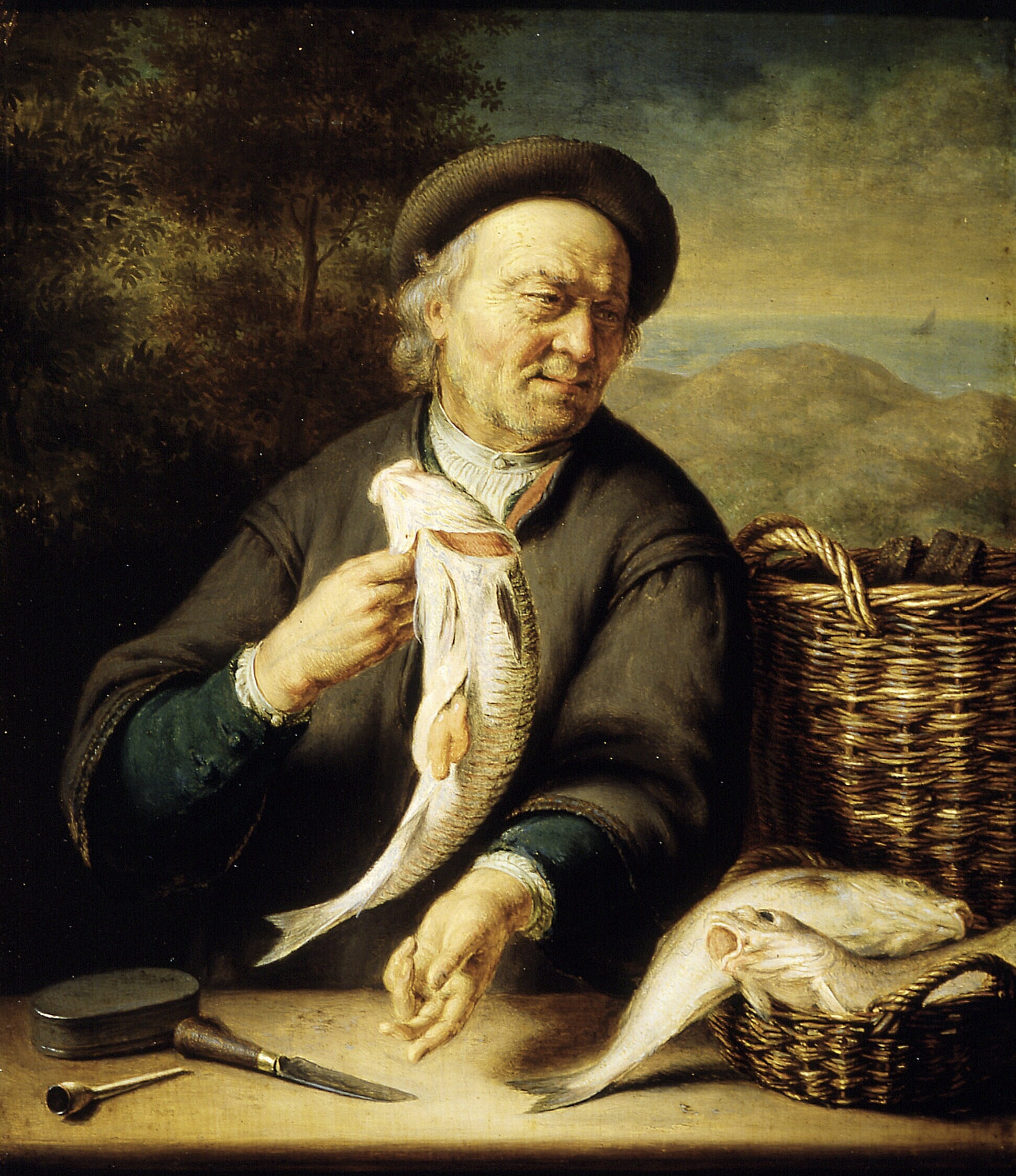
Торговец рыбой. 1747. Дерево, масло. Музей Бойманса — ван Бёнингена, Роттердам
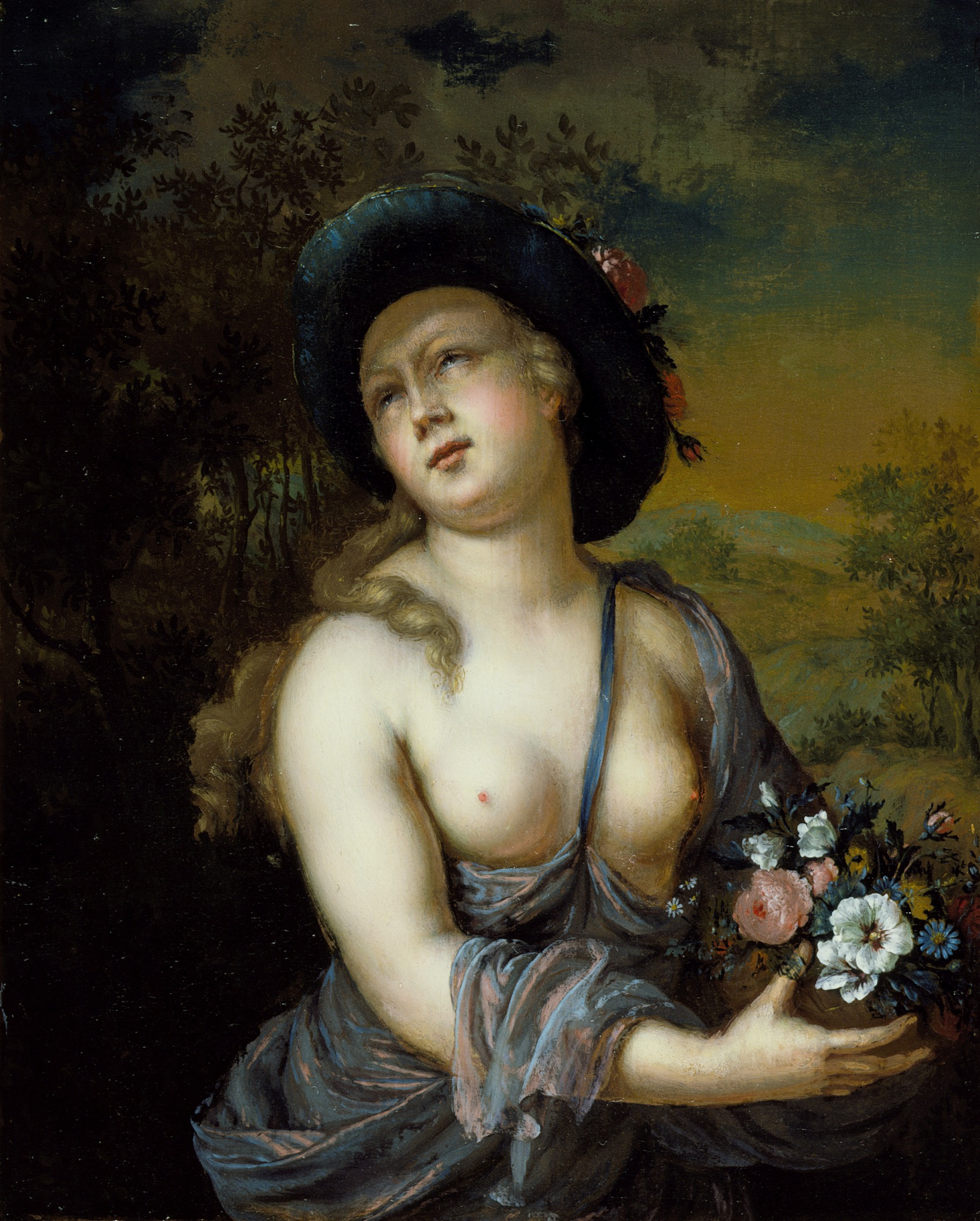
Флора. Ок. 1720. Дерево, масло. Музей искусств округа Лос-Анджелес. США
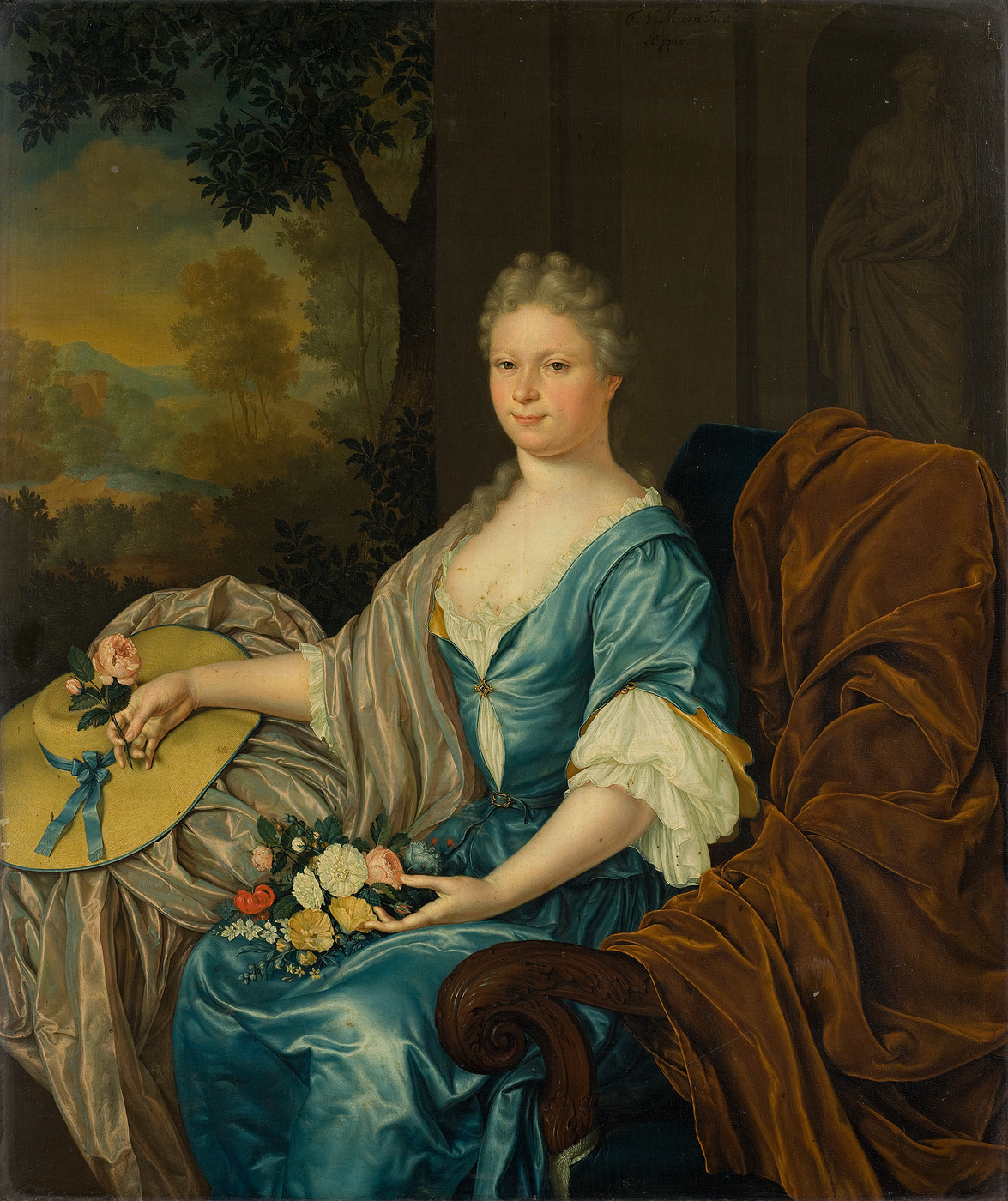
Портрет Марии Клары ван дер Хаген. 1725. Дерево, масло. Исторический музей, Амстердам
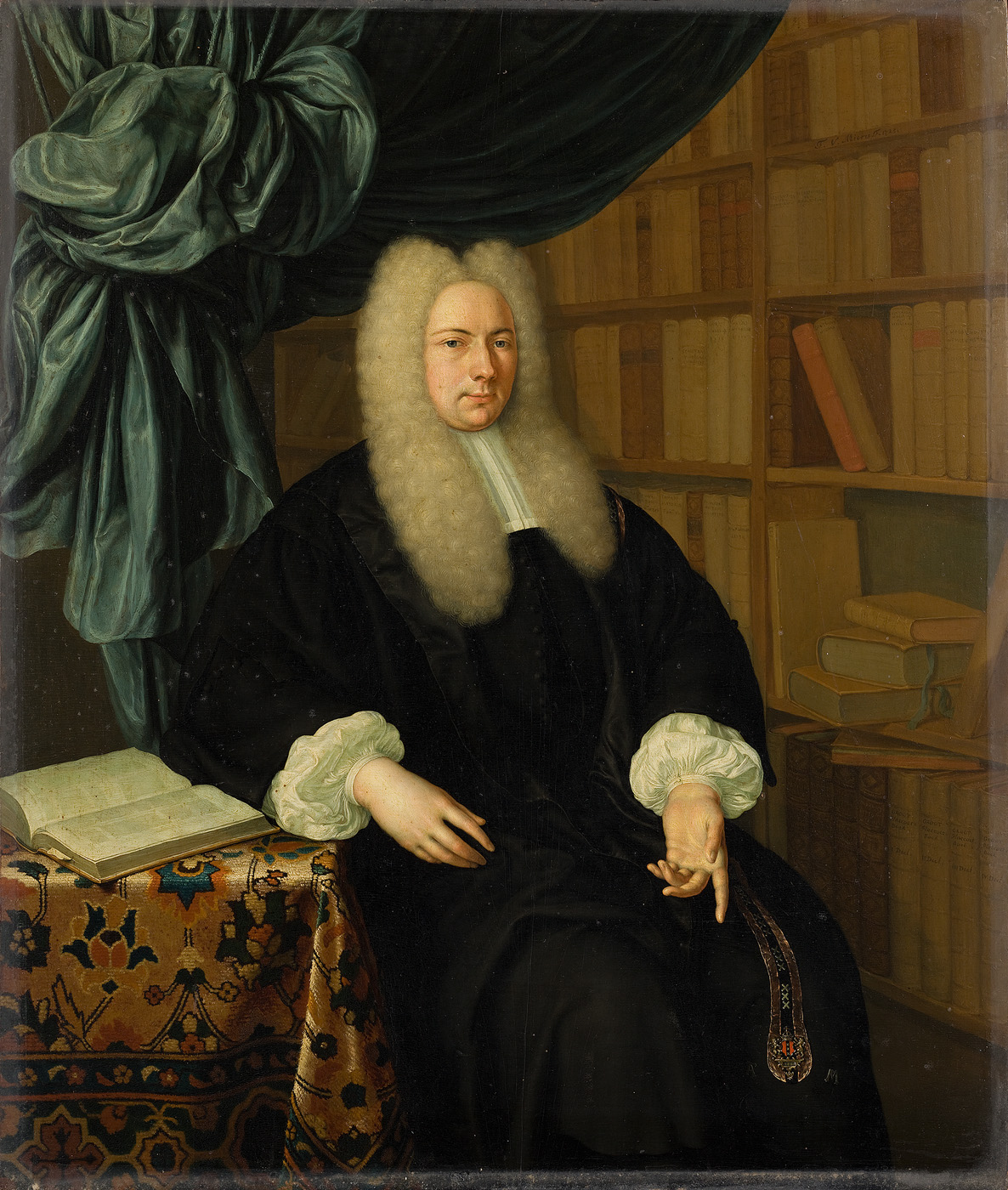
Портрет Корнелиса Бакера. 1725. Дерево, масло. Исторический музей, Амстердам
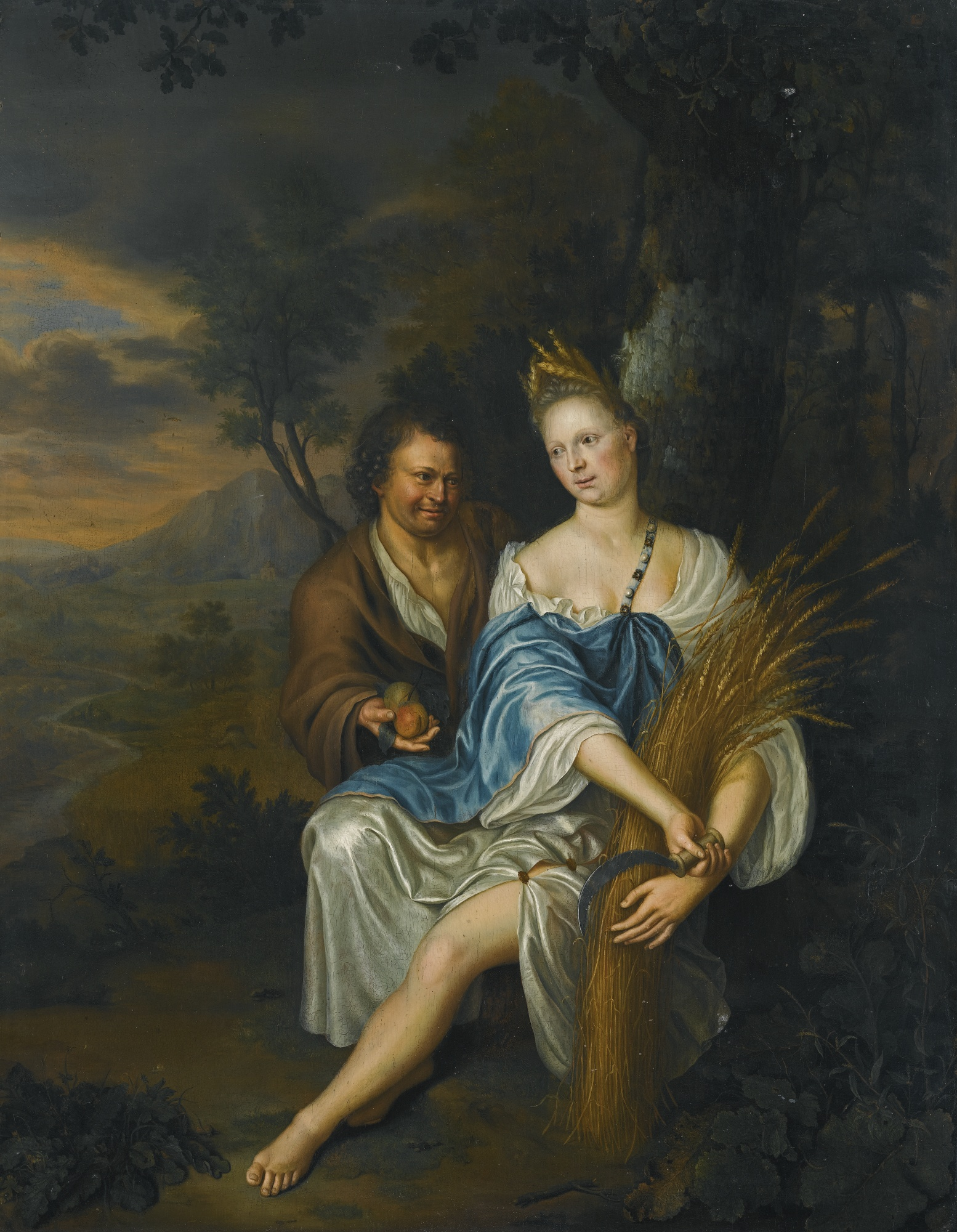
Вертумн и Помона. Ок. 1760. Дерево, масло. Частное собрание